# Erdmuthe Sophie von Dieskau

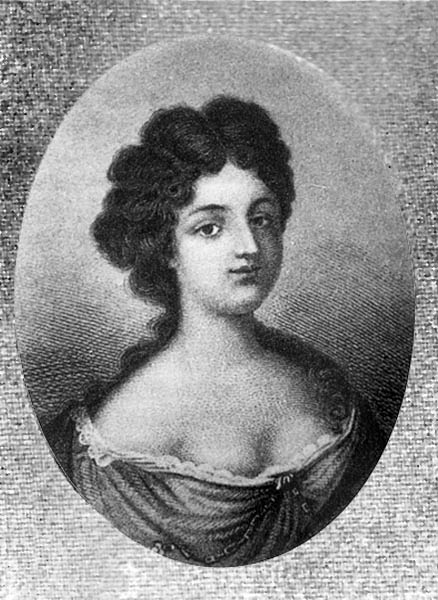
Erdmuthe Sophie von Dieskau

Erdmuthe Sophie von Dieskau, zeitgenössisch auch von Dießkau, spätere verehelichte von Loß (* 25. Februar 1698; † 23. April 1767 in Dresden) war eine der zahlreichen Mätressen des Kurfürsten Friedrich August von Sachsen, der als August II. auch König von Polen war.

## Leben
Sie stammte aus dem meißnischen Adelsgeschlecht von Dieskau und war die Tochter des kursächsischen Geheimen Rates und Rittergutsbesitzers Geißler von Dieskau. Erdmuthe Sophie wuchs auf dem Rittergut Zschepplin im Kurfürstentum Sachsen auf und zeichnete sich durch besondere Schönheit und Anmut aus.
Die Mutter von Erdmuthe Sophie war bemüht, ihre Tochter in den besten Kreisen der Gesellschaft einzuführen und erreichte, dass sie eine Stelle als Kammerfräulein bei der Kurfürstin von Sachsen erhielt.
Am 12. Mai 1719 wurde sie durch ihre Mutter erstmals dem Kurfürst-König August dem Starken auf der Ostermesse in Leipzig vorgestellt. Dieser verliebte sich in sie und nahm sie kurze Zeit zu seiner Mätresse. Damit war sie eine der Nachfolgerinnen der Gräfin Cosel. Schnell verlor August jedoch das Interesse an Erdmuthe Sophie, da sie ihm geistig nicht gewachsen war. Bereits 1720 trennten sich die Wege der beiden. Der Kurfürst-König sorgte für die am 28. April 1721 erfolgte standesgemäße Verheiratung seiner früheren Mätresse mit dem Hofmarschall Johann Adolph von Loß, mit dem sie einige Zeit auf Schloss Hirschstein lebte.